# Gerontology Research Group
El Gerontology Research Group (GRG) fue creado en Los Ángeles, California, Estados Unidos, en 1990 y se encarga de verificar qué personas son supercentenarias, es decir, que han cumplido los 110 años.
El GRG fue fundado por L. S. Coles y S. M. Kaye. La edición de 2008 del Guinness World Records indica que utiliza las listas del GRG para su categoría de «Personas vivas más ancianas del mundo». El grupo verifica las edades de nacimiento mediante certificados de nacimiento y de matrimonio. The New York Times escribió que el GRG ha sido reconocido como "una autoridad en la materia" de la verificación de supercentenarios.